# João Pedro Silva (Triathlet)
João Pedro Silva (* 15. Mai 1989 in Benedita) ist ein ehemaliger portugiesischer Triathlet. Er ist U23-Europameister der Jahre 2008, 2010 und 2011. Bei den Olympischen Spielen in London 2012 wurde er Neunter.

## Sportliche Karriere
Bereits mit 17 Jahren gewann João Pedro seine ersten Medaillen bei Junioren-Weltmeisterschaften. Im selben Jahr ging er auch erstmals in Elite-Wettbewerben an den Start und erreichte Top-Ten-Platzierungen.
Er ist portugiesischer Juniorenmeister Triathlon 2006 und 2007 sowie U23-Meister 2008. Beim Weltmeisterschaftsserien- bzw. Weltserien-Triathlon in Yokohama gewann er Gold im Jahr 2011 und 2012.

### Olympische Sommerspiele 2012
Bei den Olympischen Spielen in London 2012 wurde er Neunter.
In Frankreich tritt Silva für den Club Les Sables Vendee Tri in der Clubmeisterschaftsserie Grand Prix de Triathlon an. Beim Großen Finale in Nizza (16. September 2012) beispielsweise wurde Silva in der Einzelwertung Vierter und erkämpfte für seinen Verein den Etappen- und Gesamtsieg.
Bei der Weltmeisterschaftsrennserie 2013 der ITU belegte João Pedro nach sieben Rennen den sechsten Rang.

### Olympische Sommerspiele 2016
Im Mai 2016 wurde er Siebter bei der Europameisterschaft auf der olympischen Kurzdistanz. Im Juli 2016 wurde er nationaler Meister auf der Triathlon-Kurzdistanz. João Silva qualifizierte sich 2016 zum zweiten Mal für einen Startplatz bei den Olympischen Sommerspielen und er belegte am 18. August in Rio de Janeiro für Portugal den 35. Rang.
Im Juni 2017 wurde der damals 28-Jährige Dritter bei der Triathlon-Europameisterschaft auf der Kurzdistanz und eine Woche später ebenso auf der Sprintdistanz. Bei seinem ersten Start auf der Mitteldistanz wurde er im September 2018 Zweiter im Ironman 70.3 Cascais in Portugal.
Im Oktober 2020 wurde er mit der Staffel startend für Sport Lisboa e Benfica Vizeeuropameister der Clubs.
Seit 2023 tritt er nicht mehr international in Erscheinung.
João Pedro studiert Medizin an der Universidade Nova de Lisboa.

## Sportliche Erfolge
| Datum/Jahr    | Rang | Wettbewerb                                     | Austragungsort    | Zeit     | Bemerkung                                                                                 |
| ------------- | ---- | ---------------------------------------------- | ----------------- | -------- | ----------------------------------------------------------------------------------------- |
| 3. März 2023  | 51   | ITU World Championship Series 2023             | Abu Dhabi         | 00:56:22 |                                                                                           |
| 9. Juli 2022  | 8    | ITU World Championship Series 2022             | Hamburg           | 00:53:40 |                                                                                           |
| 27. Juli 2021 | 23   | Olympische Sommerspiele 2020                   | Tokyo             | 01:47:30 |                                                                                           |
| 11. Okt. 2020 | 2    | ETU Triathlon European Championship Clubs      | Alhandra          |          | Mixed Relay (mit Melanie Santos, Vera Vilaca und Vasco Vilaça) für Sport Lisboa e Benfica |
| 21. Sep. 2019 | 1    | ITU Triathlon World Cup                        | Weihai            | 01:54:47 |                                                                                           |
| 10. Feb. 2019 | 3    | ITU Triathlon World Cup                        | Kapstadt          | 00:52:19 |                                                                                           |
| 6. Okt. 2018  | 3    | ETU Triathlon Clubs European Championships     | Lissabon          | 00:19:59 | mit Katie Zaferes, Vera Vilaca und João José Pereira                                      |
| 16. Sep. 2018 | 50   | ITU World Championship Series 2018             | Gold Coast        | 01:55:17 | letztes Rennen der Saison                                                                 |
| 10. Aug. 2018 | 36   | ETU Triathlon European Championships           | Glasgow           | 01:52:54 | Europameisterschaft auf der olympischen Kurzdistanz                                       |
| 24. Juni 2017 | 3    | ETU Sprint Triathlon European Championships    | Düsseldorf        | 00:57:37 | Europameisterschaft auf der Sprintdistanz beim T3 Triathlon                               |
| 16. Juni 2017 | 3    | ETU Triathlon European Championships           | Kitzbühel         | 01:45:35 | Europameisterschaft auf der olympischen Kurzdistanz                                       |
| 2. Apr. 2017  | 6    | ITU Triathlon World Cup                        | New Plymouth      | 00:54:56 |                                                                                           |
| 4. März 2017  | 19   | ITU World Championship Series 2017             | Abu Dhabi         | 01:57:04 | erstes Rennen der WM-Serie 2017                                                           |
| 20. Aug. 2016 | 35   | Olympische Sommerspiele 2016                   | Rio de Janeiro    |          |                                                                                           |
| 24. Juli 2016 | 1    | POR Triathlon National Championships           | Setúbal           | 01:57:54 | nationaler Meister                                                                        |
| 28. Mai 2016  | 7    | ETU Triathlon European Championships           | Lissabon          | 01:50:40 | Europameisterschaft auf der olympischen Kurzdistanz                                       |
| 5. März 2016  | 3    | ITU World Championship Series 2016             | Abu Dhabi         | 01:47:07 | Dritter im ersten Rennen der Saison                                                       |
| 12. Mai 2013  | 3    | ITU World Championship Series 2013             | Yokohama          | 01:46:16 |                                                                                           |
| 19. Apr. 2013 | 3    | ITU World Championship Series 2013             | San Diego         | 01:47:52 |                                                                                           |
| 6. Apr. 2013  | 3    | ITU World Championship Series 2013             | Auckland          | 01:56:22 |                                                                                           |
| 29. Sep. 2012 | 1    | ITU World Championship Series 2012             | Yokohama          | 01:59:07 | [ 1 ]                                                                                     |
| 25. Aug. 2012 | 18   | ITU Sprint Triathlon World Championships       | Stockholm         |          |                                                                                           |
| 7. Aug. 2012  | 35   | Olympische Sommerspiele 2012                   | London            | 01:51:33 |                                                                                           |
| 12. Mai 2012  | 52   | ITU World Championship Series 2012             | San Diego         |          |                                                                                           |
| 28. Okt. 2011 | 1    | ETU Triathlon European Championship U23        | Eilat             | 01:55:12 | U23-Europameister                                                                         |
| 19. Sep. 2011 | 1    | ITU World Championship Series 2011             | Yokohama          | 01:49:21 | Das Ergebnis des Rennens soll schon für die Saison 2012 berücksichtigt werden.            |
| 28. Aug. 2010 | 1    | ETU Triathlon European Championship U23        | Vila Nova de Gaia |          | U23-Europameisterschaft                                                                   |
| 24. Juli 2010 | 11   | ITU World Championship Series 2010             | London            |          | 5. Rennen der Serie                                                                       |
| 17. Juli 2010 | 10   | ITU World Championship Series 2010             | Hamburg           |          | im vierten Rennen                                                                         |
| 20. Juni 2009 | 15   | ETU Triathlon European Championship U23        | Tarzo Revine      |          | bei der U23-Europameisterschaft                                                           |
| 6. Sep. 2008  | 1    | ETU Triathlon European Championship U23        | Pulpí             |          | U23-Europameisterschaft                                                                   |
| 10. Mai 2008  | 2    | ETU Triathlon European Championship Junior Men | Lissabon          |          | Triathlon-Vizejunioreneuropameister                                                       |
| 2. Sep. 2006  | 3    | ITU Triathlon World Championship Junior Men    | Lausanne          |          | Dritter in der Jugend-Klasse                                                              |

| Datum/Jahr    | Rang | Wettbewerb           | Austragungsort | Zeit     | Bemerkung                               |
| ------------- | ---- | -------------------- | -------------- | -------- | --------------------------------------- |
| 30. Sep. 2018 | 2    | Ironman 70.3 Cascais | Cascais        | 03:57:23 | beim ersten Start auf der Mitteldistanz |

| Datum/Jahr    | Rang | Wettbewerb                                    | Austragungsort | Zeit | Bemerkung                                                                           |
| ------------- | ---- | --------------------------------------------- | -------------- | ---- | ----------------------------------------------------------------------------------- |
| 27. Sep. 2008 | 20   | ITU Duathlon World Championship Junior Men    | Rimini         |      | Junioren-Duathlon-Weltmeisterschaft                                                 |
| 16. Juni 2007 | 1    | ETU European Duathlon Championship Junior Men | Serres         |      |                                                                                     |
| 7. Okt. 2006  | 2    | ETU European Duathlon Juniors Championships   | Rimini         |      | Vizeeuropameister bei den Junioren (5 km Laufen, 20 km Radfahren und 2,5 km Laufen) |

(DNF – Did Not Finish)